# Mario Mangiarotti
Mario Mangiarotti (Renate, 12 luglio 1920 – Bergamo, 9 giugno 2019) è stato uno schermidore e dirigente sportivo italiano, specializzato nella spada. Ha vinto una medaglia d'argento ai Campionati mondiali di scherma del 1951 a Stoccolma.

## Biografia
È figlio dell'olimpionico di scherma Giuseppe Mangiarotti e fratello degli schermidori Dario ed Edoardo Mangiarotti.
Abbandonata l'attività agonistica ha intrapreso la carriera medica, in qualità di cardiologo.
È stato anche presidente del CONI di Bergamo.

## Palmarès
In carriera ha conseguito i seguenti risultati:

### Mondiali
Individuale
A squadre
- Argento nella spada a Stoccolma 1951

### Giochi del Mediterraneo
Individuale
A squadre
- Oro nella spada ad Alessandria d'Egitto 1951

### Universiadi
Individuale
A squadre
- Oro nella spada a Vienna 1939
- Oro nella spada a Parigi 1947